# 糖山

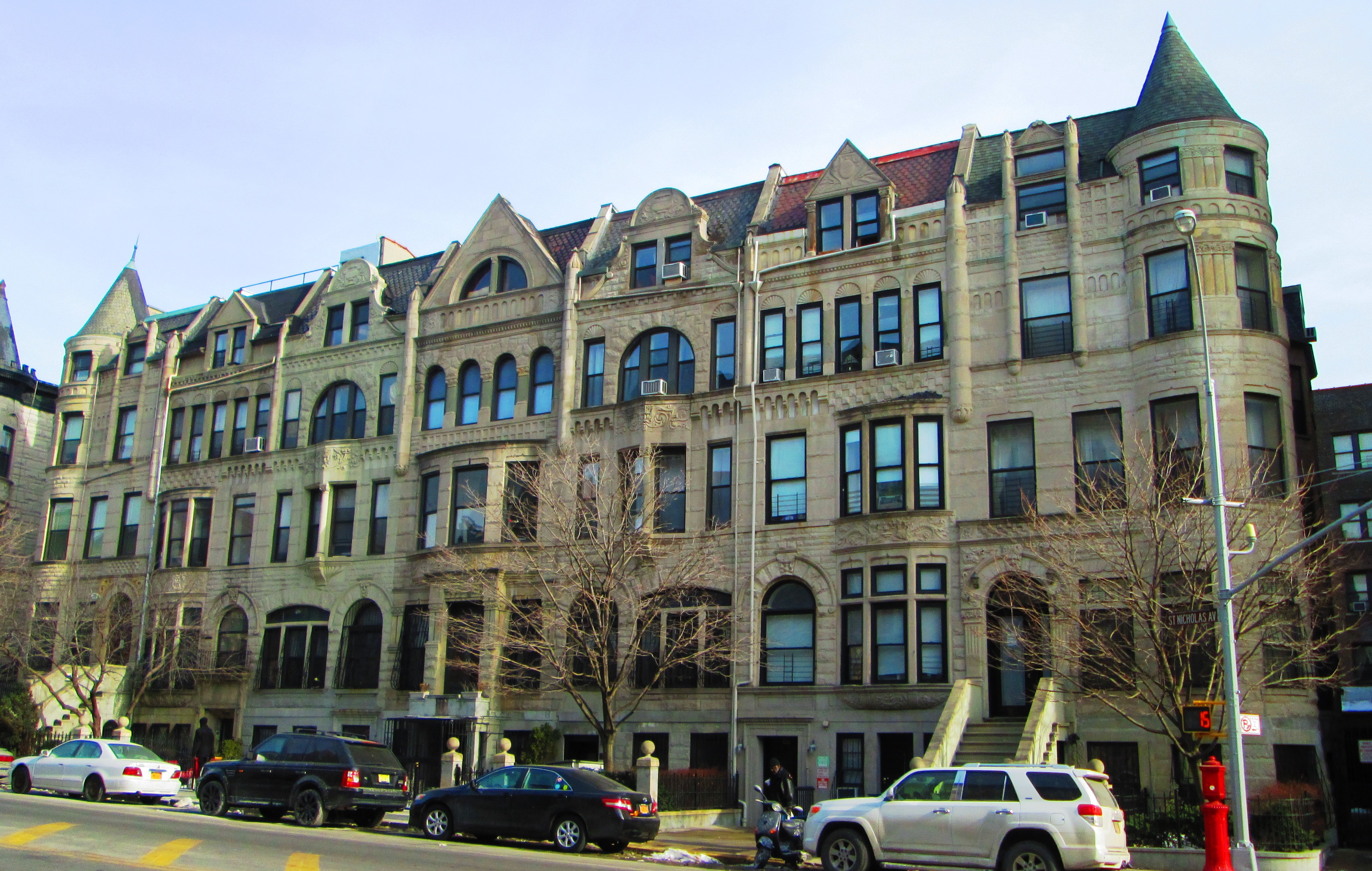

糖山 (Sugar Hill) 是美國紐約州紐約市的一個地區，位於曼哈頓的北部。糖山是曼哈頓最高級的住宅區之一，最早開發於1800年代後期，最初是白人中產階級和上層階級的住宅區，聚集了眾多歷史建築。1920年代開始，糖山開始有獲得成功的富有黑人居住。糖山南側就是中央公園。糖山也經常出現在電影等文藝作品中，著名歌曲Take the 'A' Train中也出現了糖山。